# 活津日子根命
活津日子根命（イクツヒコネノミコト）為《古事記》裡的記述，《日本書紀》則記作活津彥根命，祂是日本神話裡的天照大神和素戔嗚尊舉行誓約儀式所產生的五位神祇之一。

## 概要

### 日本書紀之記載
依照《日本書紀》卷第一神代上之記述，天照大神以素戔嗚尊之十握劍生出宗像三女神後，素戔嗚尊取掛在天照大神身上的八尺瓊勾玉，用天真名井之水洗滌後放入口中咀嚼，吹氣陸續生出：正哉吾勝勝速日天忍穗耳尊、天穗日命、天津彥根命、活津彥根命、熊野櫲樟日命等五男神。

### 古事記之記載
據《古事記》上卷之紀錄，天照大神以建速須佐之男命之十拳劍生出宗像三女神後，速須佐之男命取天照大神所纏左髻之八尺瓊勾玉玉串，滌勾玉於天之真名井而於口碎之，吹氣生出男神正勝吾勝勝速日天之忍穗耳命、右髻之勾玉則生出天之菩卑能命、脖子之勾玉生成天津日子根命、左手之勾玉變成活津日子根命、右手之勾玉生成熊野久須毘命。

## 解說
此神祇之後裔目前已無可考，考證《延喜式神名帳》的書籍《神名帳考證》則記載，忍坂（今奈良縣櫻井市東部）和住吉（今大阪市住吉區）的生根神社主祭活津日子根命，但現今已改成少彥名命。此外，滋賀縣的彥根市地名即來自此神祇。

## 信仰
祭祀活津日子根命的神社主要有：
- 彥根神社（滋賀縣彥根市）
- 活津彥根神社（滋賀縣近江八幡市安土町）

## 外部連結
- （日語）摂津の式内社：生根神社